# Die Toteninsel
Die Toteninsel ist der Name von fünf Gemälden des Schweizer Künstlers Arnold Böcklin mit dem annähernd gleichen Bildmotiv einer zypressenbestandenen Insel. Sie entstanden zwischen 1880 und 1886. Das Bildmotiv ist das wohl bekannteste des Malers und hatte zugleich eine vielfältige und andauernde Wirkungsgeschichte. Des Weiteren wird Die Toteninsel als eines der wichtigsten Werke des Symbolismus betrachtet. Von den ursprünglich fünf Versionen sind vier noch erhalten und in Museen in Basel, New York City, Berlin und Leipzig zu sehen.
Der Titel „Die Toteninsel“ stammt nicht von Böcklin, sondern von seinem Kunsthändler Fritz Gurlitt, obwohl Böcklin in einem Brief selbst auch schon den Namen Toteninsel benutzte.

## Bildmotiv
Die Gemälde zeigen eine steil aus dem Meer emporragende Felseninsel, die mittig mit Trauerzypressen bewachsen ist. In den Felsen sind Nischen als Grabkammern eingelassen. Auf die Insel steuert ein Nachen zu, in dem sich eine schneeweiß verhüllte stehende Gestalt, ein ebenfalls schneeweißer Sarg und ein Ruderer befinden. Die beiden Figuren wirken weiblich, was aber unbestimmt bleibt.
Die Felseninsel füllt den überwiegenden Teil des Bildes aus. In der ersten und zweiten Bildversion umgibt ein Nacht- oder später Abendhimmel die Szenerie, die aus unbestimmter Quelle etwas ausgeleuchtet ist, in den folgenden drei Versionen ist es ein Taghimmel mit drohender Wolkenkulisse. Die schmale Wasserfläche im Vordergrund ist glatt und spiegelt die Felsformationen. Die Zypressen überragen in der ersten und zweiten Version die Felsformationen deutlich, in den weiteren dagegen wenig. Einzelne bearbeitete Felsformationen bzw. Mauerteile treten aus den Braun- und Grautönen der Insel hell hervor. In der ersten, dritten und vierten Version ist das Ufer steinern eingefasst, in der fünften zeigt sich eine Art kleine Hafeneinfahrt.
Im Laufe der Zeit gab es mannigfache Spekulationen über ein reales Vorbild der dargestellten Insel. Häufig anzutreffen ist der Vergleich mit der Insel Pondikonisi vor der Küste Korfus; er ist nicht bestätigt und Böcklin war nie dort. Denkbar wäre für Olaf Metzel der erhöht liegende, felsenartige englische Friedhof in Florenz, in dessen Nähe Böcklin ein Atelier hatte. Gleichermaßen unbestätigt ist die Patenschaft der Insel Sveti Đorđe vor der Küste Montenegros. Jan Assmann benannte die Pappelinsel im Park von Ermenonville als Vorbild. Zumindest die Rousseau-Inseln dürften Böcklin bekannt gewesen sein. Gegenüber seinem Schüler und Freund Friedrich Albert Schmidt soll Böcklin geäußert haben, das Castello Aragonese des Alfons von Aragonien auf Ischia habe ihn zum Toteninsel-Motiv inspiriert. Eine interessante, aber sehr spekulative Version stammt von Florian Illies. Er postuliert die Brissago-Inseln im Lago Maggiore als Vorbild, da Böcklin die Casa Monte Tabor in Porto Ronco besessen habe. Diese Zuschreibung ist jedoch stark angezweifelt.

## Geschichte
Böcklin vollendete die erste Version im Mai 1880 auf Bestellung des Mäzens Günther Alexander, behielt diese Version allerdings. Noch während der Arbeit daran, die er im Palazzo dei Pittori in Florenz ausführte, gab im April 1880 Marie Berna, Witwe von Georg Berna und spätere Gattin von Waldemar von Oriola, den Auftrag eines „Bildes zum Träumen“. Böcklin fertigte ihr eine zweite Version der Toteninsel, anfangs noch ohne Sarg und die weiße Gestalt, die er aber bald in dieser und in der ersten Version ergänzte. Er nannte diese Version auch „Die Gräberinsel“.
Die dritte Version entstand 1883 für Böcklins Galeristen Fritz Gurlitt. 1936 wurde diese Version auf dem Kunstmarkt angeboten und von Adolf Hitler erworben, der das Werk bewunderte. Er hängte es zunächst auf dem Berghof auf, ab 1940 in der Berliner Neuen Reichskanzlei.
1884 entstand eine vierte Version des erfolgreichen Sujets. Sie wurde später von dem Kunstsammler Heinrich Baron Thyssen erworben und in seiner Berliner Bankfiliale aufgehängt. Dort verbrannte sie durch einen Bombenangriff im Zweiten Weltkrieg. Es existiert von ihr nur noch eine Schwarzweiß-Fotografie.
Die fünfte Version wurde 1886 vom Museum der bildenden Künste in Leipzig bestellt, wo sie noch heute hängt.

## Einordnung
Das Bild ist stark autobiographisch geprägt; das Thema Tod spielte sowohl in Böcklins Leben als auch in seinen Werken immer eine bedeutende Rolle. Er verlor acht seiner vierzehn Kinder. 1880 starb sein Vater. Ab der dritten Version versah Böcklin eine der Grabkammern in den Felsen mit seinen Initialen. In seinen weiteren Bildern beschäftigt er sich z. B. im Porträt der sterbenden Kleopatra und in Selbstporträt mit fiedelndem Tod mit diesem Thema.
Die morbide Atmosphäre der Toteninsel begründete schnell eine große Popularität im Fin de siècle, die bis heute angehalten hat. Einige sehen in „Die Toteninsel“ einen Abgesang auf die europäische Kultur an der Schwelle zum technisierten 20. Jahrhundert. Die Bilder hatten großen Einfluss auf spätere Maler; es gibt bis heute unzählige „Neuinterpretationen“.
Das Gemälde wird neben „Das Gestade der Vergessenheit“ von Eugen Bracht als eines der wichtigsten Werke des Symbolismus betrachtet. Kaiser Wilhelm II. besaß eine Version von beiden Werken.
Die Toteninsel übte starken Einfluss auf andere Künste wie den Film und Virtual-Reality-Installationen, beispielsweise in der Ouvertüre von Lars von Triers Film Melancholia oder in Benjamin Nuels Toteninsel als Virtual Reality.

## Die Lebensinsel

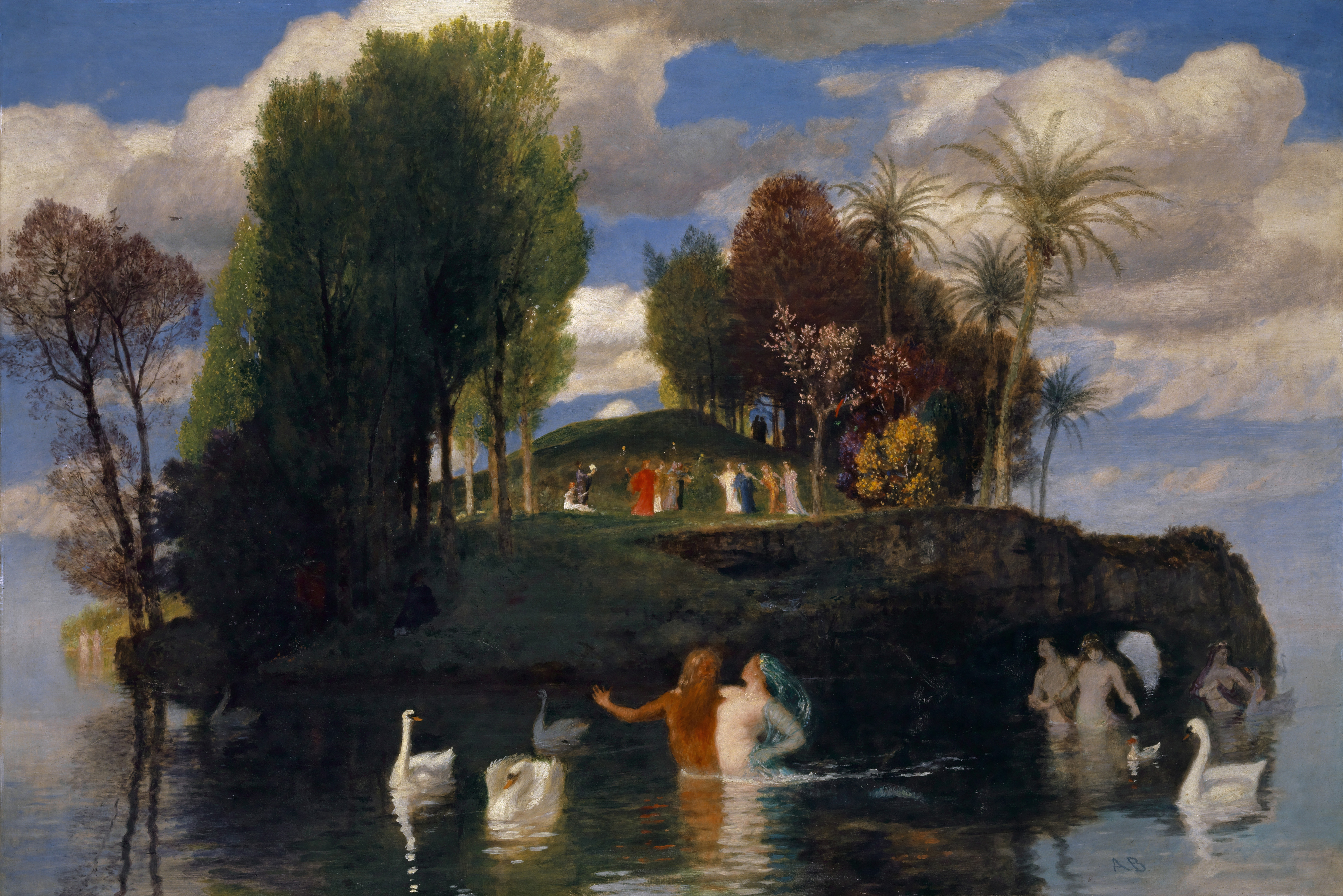
Arnold Böcklin: Die Lebensinsel (1888)

1888 fertigte Böcklin ein Bild mit dem Titel Die Lebensinsel. Es stellt ebenfalls eine kleine Insel dar, allerdings mit ausgelassen badenden Göttern und einigen Schwänen im Vordergrund, auf der Insel eine Gruppe einander im Reigen zugewandter Menschen und verschiedenartiger Baumbewuchs vor sommerlichem Wolkenhimmel. Es hängt im Kunstmuseum Basel, wo sich auch die erste Version der Toteninsel befindet.

## Die Insel der Toten

Carlo Böcklin: Die Insel der Toten (1901)

In der Sankt Petersburger Eremitage befindet sich unter dem Titel Die Insel der Toten eine weitere Version dieses Motivs, die im Jahre 1901 von Carlo Böcklin geschaffen wurde, einem Sohn Arnold Böcklins. Es trägt die Inschrift „A. Böcklin invenit – Carlo Böcklin pinxit/1901“ [lat. erfunden A. Böcklin – gemalt Carlo Böcklin/1901].

## Daten der fünf Versionen
- Erste Version: Mai 1880 – Öl auf Leinwand, 111 × 155 cm; seit 1920 als Depositum der Gottfried Keller-Stiftung im Kunstmuseum Basel.[15]
- Zweite Version: Juni 1880 – Öl auf Holz, 74 × 122 cm; seit 1926 im Metropolitan Museum of Art New York City.
- Dritte Version: 1883 – Öl auf Holz, 80 × 150 cm; seit 1980 in der Alten Nationalgalerie der Staatlichen Museen zu Berlin.
- Vierte Version: 1884 – Öl auf Kupfer, 81 × 151 cm; in Berlin während des Zweiten Weltkrieges zerstört.
- Fünfte Version: 1886 – Öl auf Holz, 80 × 150 cm; seit 1886 im Museum der bildenden Künste Leipzig.

## Rezeption

### Klassische Musik
Arnold Böcklins „Toteninsel“ diente als Anregung für knapp dreißig Kompositionen, so viele wie kaum ein anderes Gemälde.
- Heinrich Schulz-Beuthen: Die Toteninsel, Sinfonische Dichtung (1890)
- Andreas Hallén: Die Toteninsel (Rachmaninow)|Die Toteninsel, Sinfonische Dichtung für großes Orchester op. 45 (ca. 1898)
- Karl Weigl: Toteninsel, Fantasie für Klavier (1903)
- Sergei Rachmaninow: Die Toteninsel, Tondichtung für großes Orchester op. 29 (1909); die mit Abstand bekannteste Vertonung.
- Felix Woyrsch: Die Toteninsel; Nr. 1 aus Drei Böcklin-Fantasien für großes Orchester op. 53 (1910)
- Fritz Lubrich: Die Toteninsel, Nr. 3 (1912) aus Drei romantische Tonstücke für die Orgel (nach Arnold Böcklin’schen Bildern) op. 37
- Max Reger: Die Toteninsel, Nr. 3 (1913) aus Vier Tondichtungen nach A. Böcklin op. 128; sein Schüler Fritz Lubrich jun. komponierte im selben Jahr „Drei romantische Tonstücke nach Böcklinschen Bildern“ für Orgel op. 37 (Nr. 3: Toteninsel).

### Theater
- Der Bühnenbildner Richard Peduzzi und der französische Regisseur Patrice Chéreau ließen sich in der berühmten Bayreuther Inszenierung von Richard Wagners Der Ring des Nibelungen („Jahrhundertring“, in der Fassung ab 1977) beim Bühnenbild zum Walkürenfelsen (Die Walküre, Siegfried, Götterdämmerung) erkennbar von Böcklins Toteninsel inspirieren.[17][18]

### Film
Neben Kurzfilmen, die zumeist die Fahrt zur Toteninsel thematisieren, dient das Bild in I Walked with a Zombie (1943) zur Verdeutlichung des oben Genannten. Man sieht es sehr deutlich in einer Nachtszene über dem Bett der Hauptdarstellerin platziert.
Im Film Isle of the Dead (1945) thematisierte Val Lewton, der Produzent von I Walked with a Zombie, die Toteninsel noch ein weiteres Mal. Zu Beginn des Films ist eine der Gemälde-Versionen während der Titeleinblendungen zu sehen. Der ganze Film spielt auf einer griechischen Insel – die Filmkulisse ist ein Nachbau von Böcklins Gemälde. Die Pest hat eine Gruppe von Menschen auf der Insel eingeschlossen, die meisten von ihnen kommen zu Tode. General Pherides (gespielt von Boris Karloff) rudert am Anfang mit einem Nachen auf die Insel und entspricht so der Fährmannsgestalt auf Böcklins Bildern.
Auch im Science-Fiction-Film Alien: Covenant (2017) von Ridley Scott wird Böcklins Bild zitiert. Die Felseninsel mit Zypressen ist darin ein Garten in einer Nekropole, in dem der Androide David die verstorbene Dr. Elisabeth Shaw begraben haben will.

### Malerei

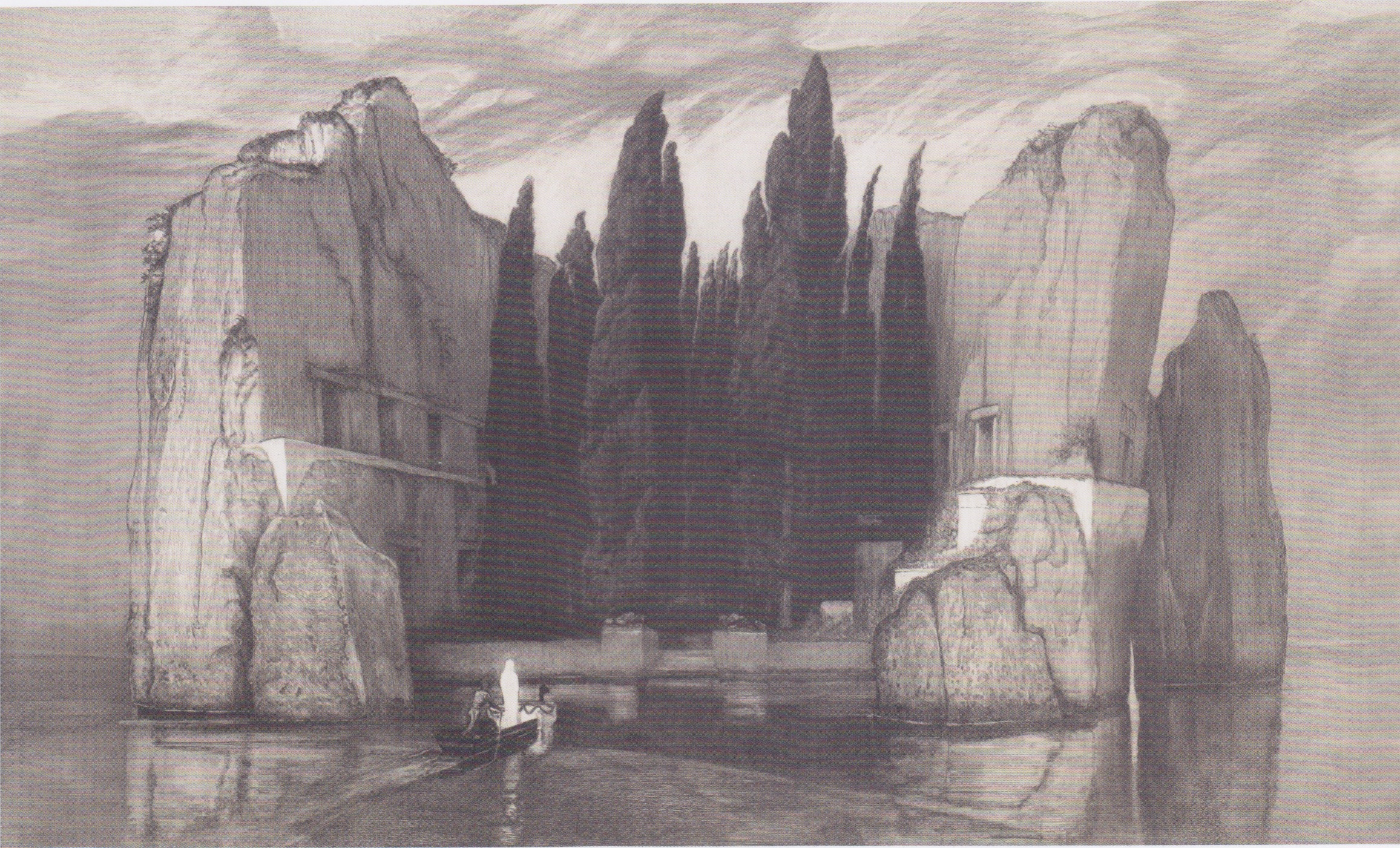
Max Klinger: Die Toteninsel (Radierung, 1890)

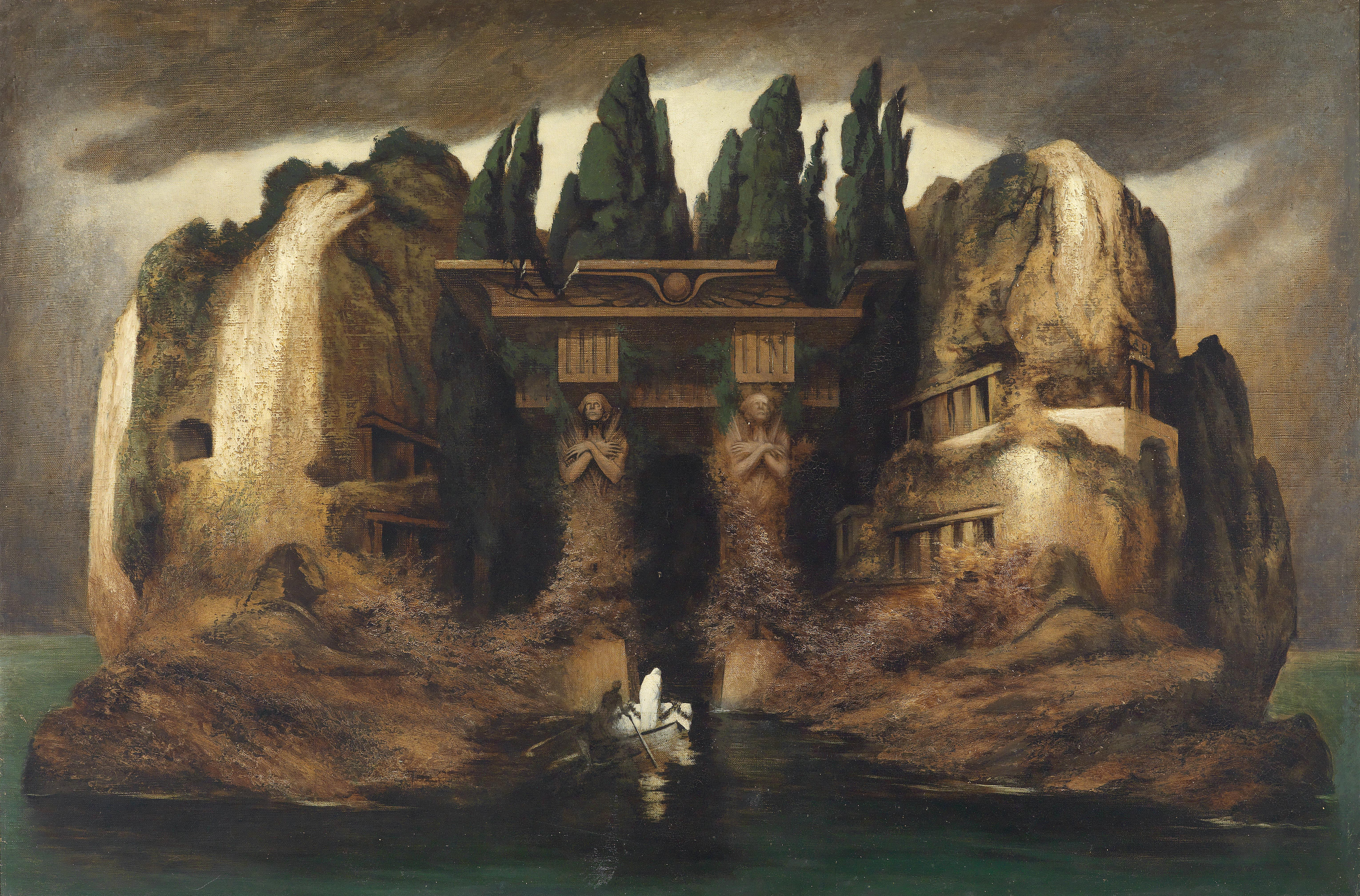
Karl Wilhelm Diefenbach: Toteninsel

- Mit einer 1890 von Max Klinger geschaffenen Radierung von Die Toteninsel wollte Böcklins Galerist Fritz Gurlitt einen Verkaufserfolg erzielen.

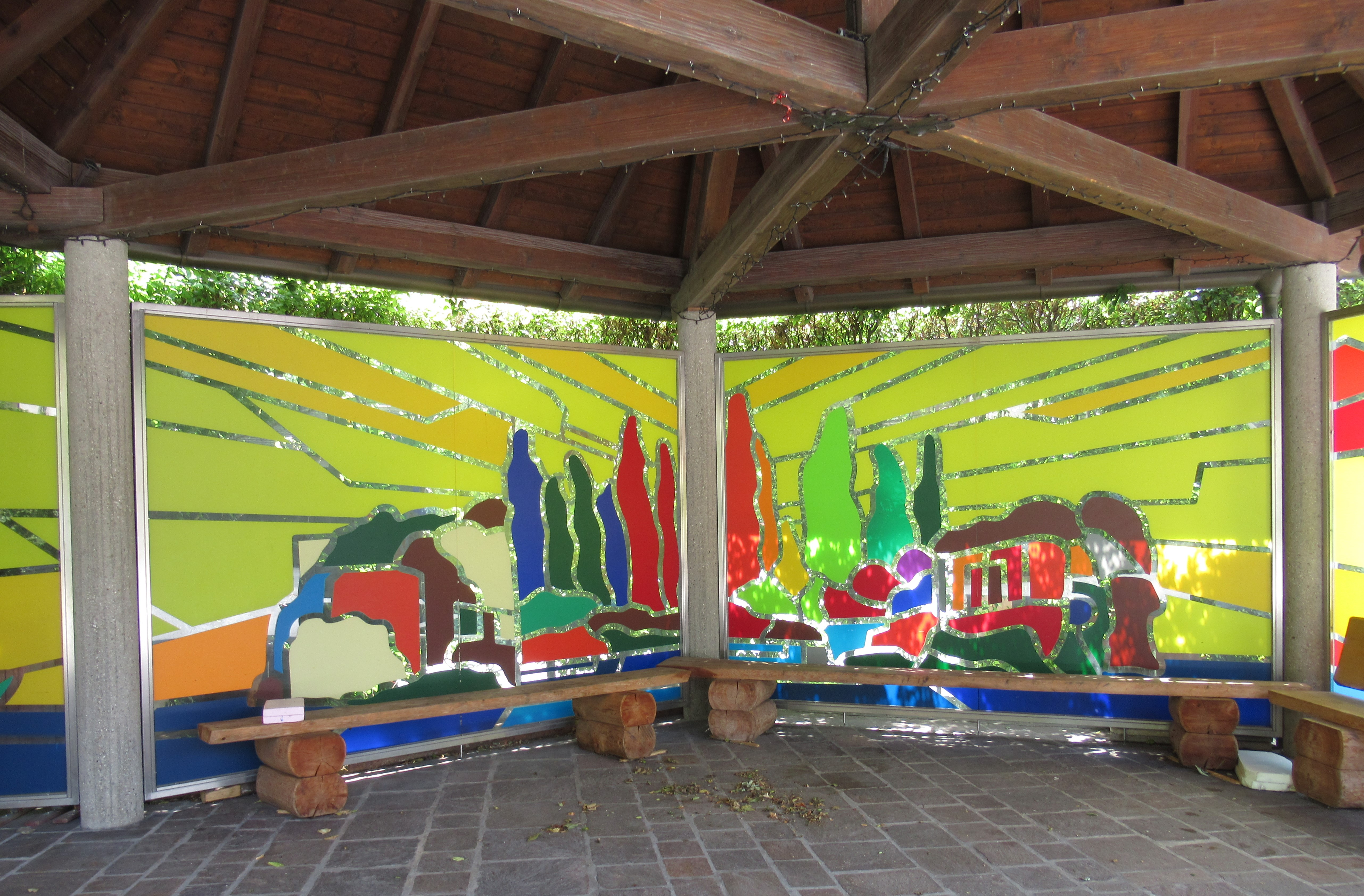
Eingang zur Totenhalle, Leonhardskirche in Grödig; von René Jan Kühmeier (um 2010)

- Karl Wilhelm Diefenbach schuf um 1905 eine Hommage an sein Vorbild Böcklin.[19]
- Salvador Dalí malte 1932 eine surrealistische Landschaft mit dem Titel Das wahre Bild der Toteninsel Arnold Böcklins zur Stunde des Angelus.
- 1977 zeichnete der Schweizer Künstler HR Giger seine Hommage an Böcklin. In dem Bild wird die Toteninsel im giger-typischen, biomechanischen Stil gezeigt.
- Der deutsche Maler Michael Sowa schuf 1992 eine Parodie auf das Gemälde Böcklins. In seiner Version fällt die weißgekleidete Gestalt wild mit den Armen rudernd rücklings vom Boot.[20]
- Zyklus in der Aussegnungshalle bei der Wallfahrtskirche St. Leonhard (Grödig), von René Jan Kühmeier

### Comic
- Der italienische Comiczeichner Gipi hat eine Alltagsversion der Toteninsel aquarelliert, die in seinem Blog zu betrachten ist.[21]
- Der Comic Die Toteninsel von Guillaume Sorel (Zeichnungen) und Thomas Mosdi (Szenario) vermischt das Motiv der Toteninsel mit Elementen des Cthulhu-Mythos von H. P. Lovecraft.
- In dem Anime Kuroshitsuji wird die Toteninsel als Ort der Übergabe von Ciels Seele an Sebastian gezeigt.
- Das Werk wird in den Ausgaben 224 & 225 (2000) des italienischen Comics Martin Mystère thematisiert. Das Cover der 224. Ausgabe ist eine Hommage an Böcklins Die Toteninsel.

### Videospiele
- In dem Spiel Signalis des deutschen Entwicklers Rose-Engine dient das Gemälde dazu, die Beziehung zwischen dem Hauptcharakter und ihrer Geliebten zu verstehen.